# Loppa (gemeente)
Loppa (Samisch: Láhppi) is een eiland en een gemeente in de Noorse provincie Finnmark. De gemeente telde 968 inwoners in januari 2017.
De gemeente omvat naast het eiland Loppa en twee andere eiland ook een deel van het aangrenzende vasteland. Het bestuur van de gemeente zetelt in het dorp Øksfjord.
Alta · Båtsfjord · Berlevåg · Gamvik · Hammerfest · Hasvik · Karasjok · Kautokeino · Lebesby · Loppa · Måsøy · Nesseby · Nordkapp · Porsanger · Sør-Varanger · Tana · Vadsø · Vardø